# Concert voor negen muziekinstrumenten
Het Concert voor negen muziekinstrumenten is een compositie van Aarre Merikanto. Hij schreef het rond 1925, toen hij eigenlijk in zijn eentje de basis legde voor de moderne Finse klassieke muziek. Hij had zijn opera Juha al op papier staan, maar die was te modern voor Sibelius’ Finland. Zo ook dit werk, dat een mengeling laat horen tussen impressionisme, expressionisme en volksmuziek. Dat houdt tevens in dan het werk schommelt tussen tonaal en atonaal. Naar verluidt bevat het tevens de eerste twaalftonenreeks in de Finse muziek. Het viel in Finland niet in goede aarde, maar wel in het Verenigd Koninkrijk alwaar het een prijs won in een compositie uitgeschreven door Schott Publishing. Ook in de rest van Europa werd het (misschien mede door de prijs) goed ontvangen.
Het werk bestaat uit drie delen, waarvan het begin van een deel een citaat is van het slot van het voorafgaande:
1. Largo – andante
2. Largo – Vivace – allegro
3. Allegro vivace

Merikanto schreef het werk voor:
- viool
- klarinet
- hoorn
- strijksextet: 2 violen, 2 altviolen, 2 celli